# Route 285 (Québec)
Pour les articles homonymes, voir Route 285.
La route 285 (R-285) est une route régionale québécoise d'orientation nord / sud située sur la rive sud du fleuve Saint-Laurent. Elle dessert la région administrative de Chaudière-Appalaches.

## Tracé
La route 285 débute au sud sur la route 204 à Saint-Adalbert et se termine sur la route 132 à l'Islet.

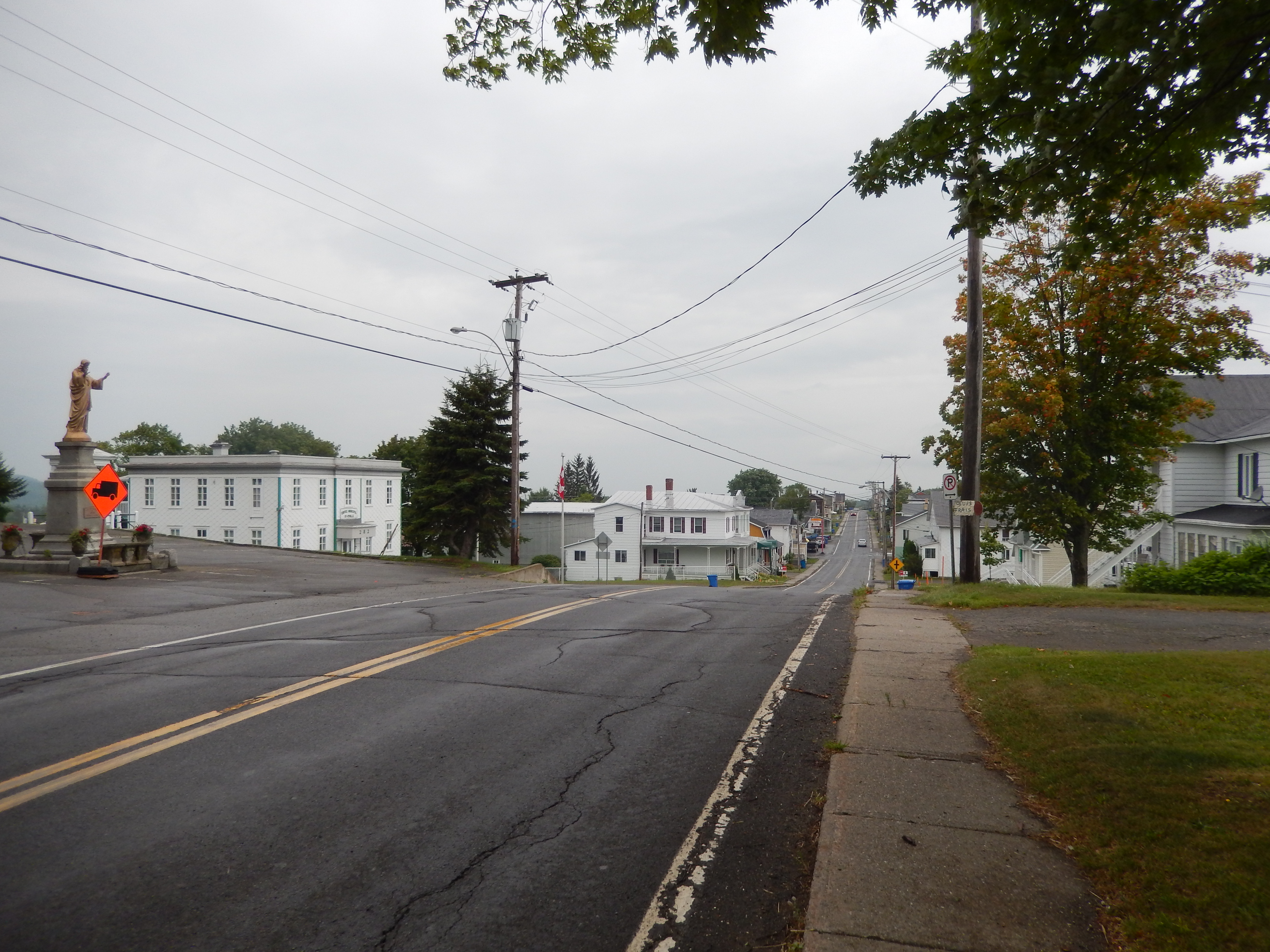
La route 285 à Saint-Cyrille-de-Lessard.
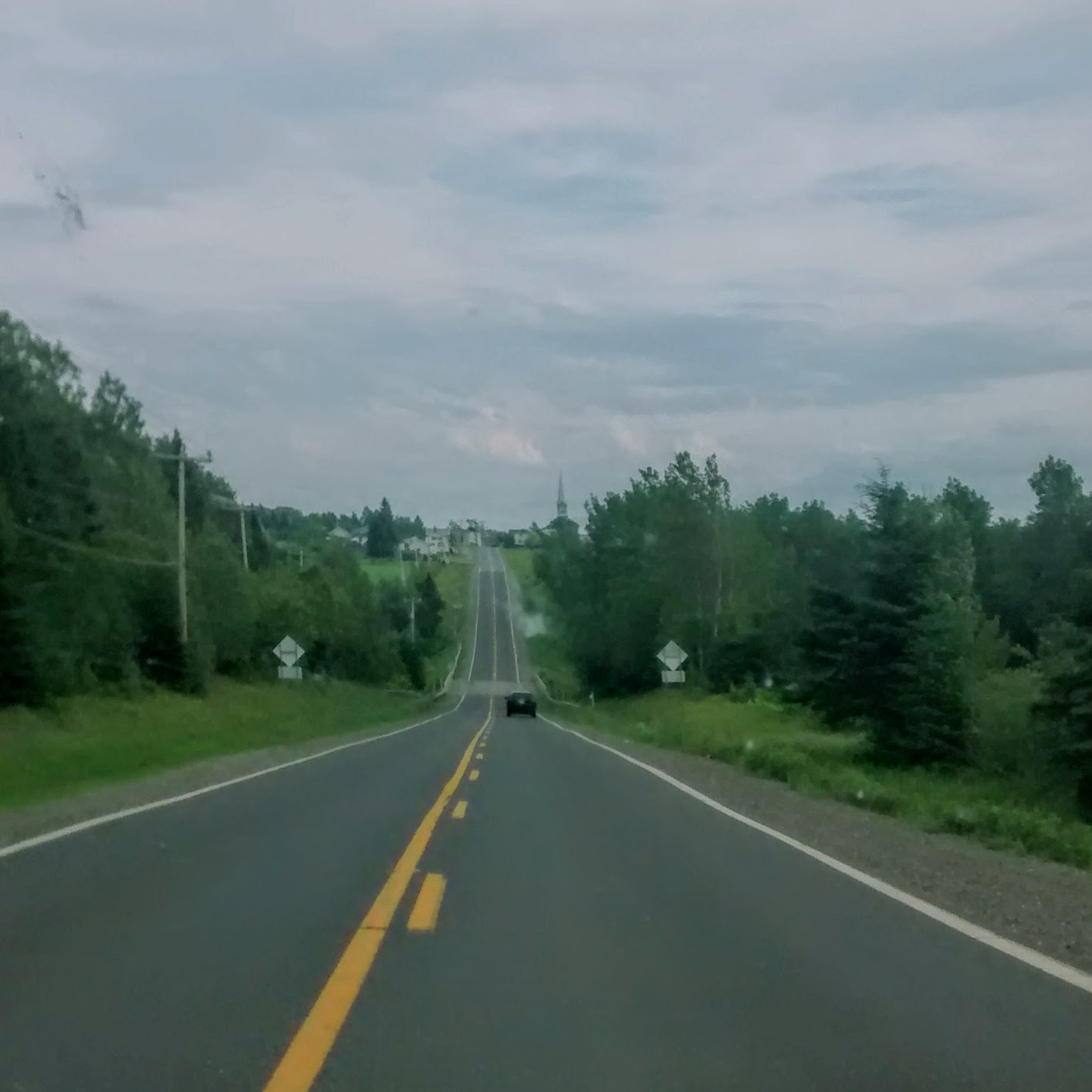
La route 285 au sud de Saint-Cyrille-de-Lessard.

## Localités traversées (du sud au nord)
Liste des municipalités dont le territoire est traversé par la route 285, regroupées par municipalité régionale de comté.

### Chaudière-Appalaches
L'Islet
- Saint-Adalbert
- Saint-Marcel
- Saint-Cyrille-de-Lessard
- L'Islet

## Intersections majeures
| MRC     | Municipalité   | km    | Destinations                                                      | Notes                |
| ------- | -------------- | ----- | ----------------------------------------------------------------- | -------------------- |
| L'Islet | Saint-Adalbert | 0,00  | R-204 – Saint-Adalbert, Saint-Pamphile, Saint-Just-de-Bretenières |                      |
| L'Islet | Saint-Marcel   | 11,70 | R-216 – Sainte-Félicité, Sainte-Apolline-de-Patton                |                      |
| L'Islet | L'Islet        | 43,70 | A-20 – Québec, Rivière-du-Loup                                    | Sortie 400 de l'A-20 |
| L'Islet | L'Islet        | 47,60 | R-132 – Montmagny, Saint-Jean-Port-Joli                           |                      |
|         |                |       |                                                                   |                      |